# Alexander Petrowitsch Barkaschow

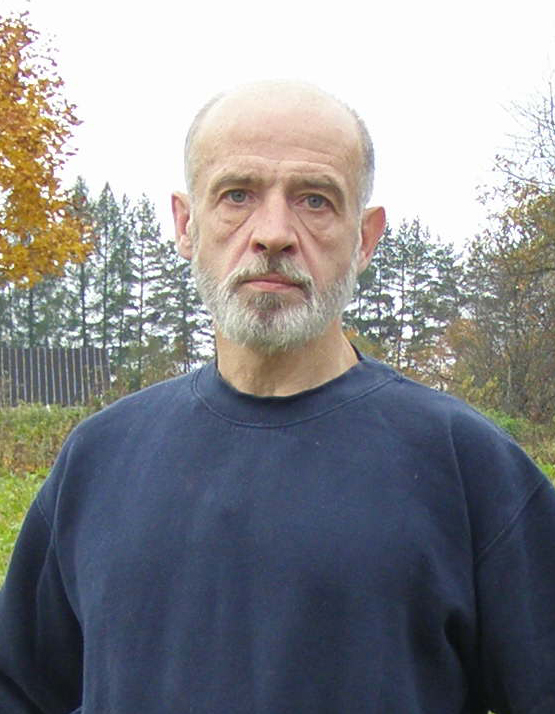
Alexander Barkaschow, 2008

Alexander Petrowitsch Barkaschow (russisch Александр Петрович Баркашов; * 6. Oktober 1953 in Moskau) ist Gründer und Anführer der neonazistischen paramilitärischen Organisation Russische Nationale Einheit.

## Biografie
Barkaschow wurde als Sohn eines Arbeiters und einer Krankenschwester in Moskau geboren. In einem Interview erklärte er, dass sein Vater die Familie verlassen habe und er stark von seinem Großvater beeinflusst worden sei, welcher ihm von dem „Schaden“ erzählt habe, „den die Juden dem russischen Volk zufügten“. Nach seinem Schulabschluss 1971 diente er von 1972 bis 1974 in der sowjetischen Armee. Im Jom-Kippur-Krieg war er ein Korporal in der Armee-Sondertruppe, welche Ägypten unterstützte. Nach seiner Entlassung aus der Armee arbeitete Barkaschow als Elektriker in einem Kraftwerk. 1985 schloss er sich der antisemitischen Gruppierung Pamjat an. Im Oktober 1990 überwarf er sich mit deren Anführer Dmitri Wassiljew und gründete seine eigene Organisation, die Russische Nationale Einheit. Wassiljew selbst erklärte, dass Barkaschow ausgeschlossen worden sei, weil er nationalsozialistische Ideen geteilt habe. Das erklärte Ziel seiner Gruppierung war es, Russen und alle Slawen vor vermeintlichen Todfeinden zu Hause und im Ausland zu schützen, besonders vor den Auswüchsen einer jüdischen Weltverschwörung.
Barkaschow pflegte gute Kontakte zur deutschen rechtsextremen mittlerweile verbotenen Hilfsorganisation für nationale politische Gefangene und deren Angehörige und der Freiheitlichen Deutschen Arbeiterpartei.
Im russisch-ukrainischen Krieg unterstützt Barkaschow aktiv die von Russland unterstützten Separatisten. Er reiste hierzu im März und im Mai 2014 in die Ostukraine und hielt sich zumindest zeitweise in Donezk auf. Laut dem ukrainischen Geheimdienst SBU beriet Barkaschow in einer Tonaufnahme aus dem Frühjahr 2014 Dmitri Boizow, einen Kommandeur der Miliz Russische Orthodoxe Armee. Nach Barkaschows Worten kämpfte sein eigener Sohn in einer Kolonne pro-russischer Kämpfer gegen die Ukraine.

## Holocaustleugnung und Positionen zu Tschetschenien
Barkaschow besteht darauf, dass nur „einige hundert“ Juden in deutschen Konzentrationslagern umgekommen seien, und sagte, der Holocaust sei eine geschaffene „Ablenkung“, um einen von Juden inspirierten Völkermord an 100 Millionen Russen zu verschleiern. Das Symbol des RNE ist ein nach links gerichtetes Hakenkreuz zusammen mit einem vierzackigen Stern. Seine Organisation betont die „primäre Bedeutung“ des russischen Blutes und beschuldigte „Internationalisten-Kommunisten“, die „genetische Reinheit“ der Nation mit einem Programm der Rassenmischung zu untergraben. Barkaschow bestreitet zwar, ein Faschist zu sein, erklärte aber zu Adolf Hitler, er halte ihn „für einen großen Helden der deutschen Nation und aller weißen Rassen. Es gelang ihm, die ganze Nation dazu zu inspirieren, gegen den Abbau und die Vernichtung nationaler Werte zu kämpfen.“ Er unterstützte die Tschetschenienkriege und forderte eine vorübergehende Internierung bzw. die Abschiebung von 80.000 tschetschenischen „Kriminellen“, die in Russland leben würden.